# Catumbela (Angola)
Catumbela ist eine Stadt in Angola. Sie liegt zwischen der Hafenstadt Lobito und der Provinzhauptstadt Benguela am Rio Catumbela, dessen Namen sie trägt. Die Stadt ist etwa 10 km von Lobito und 20 km von Benguela entfernt.

## Geschichte
Die vermutlich Ende des 18. Jahrhunderts errichtete Festung Forte de São Pedro ermöglichte der Portugiesischen Kolonialverwaltung, sich dauerhaft in der weiteren Region Benguela zu behaupten. Das teilweise schlecht erhaltene Gebäude wird inzwischen restauriert und soll ein historisches Museum aufnehmen.
Catumbela war eine Gemeinde (Comuna) im Kreis Lobito, bevor es am 5. Oktober 2011 Sitz eines eigenen Kreises wurde.

## Verwaltung
Catumbela ist Sitz eines gleichnamigen Kreises (Município) in der Provinz Benguela. Über 200.000 Einwohner leben im Kreis (Schätzung 2011).
Der Kreis besteht nur aus der namensgebenden Gemeinde (Comuna). Bis zur Gebietsreform 2024 bestand der Kreis Catumbela aus folgenden Gemeinden (Comunas):
- Catumbela
- Gama
- Praia dos Bebés
- Biópio

## Bildung
In Catumbela existiert eine Verwaltungshochschule (Instituto Politécnico da Administração de Gestão), ein Ausbildungszentrum des Bauwesens (Centro de Formação da Construção Civil) und seit 2012 eine Hochschule für Maschinenbau (Faculdade de Engenharia Mecânica). Daneben verfügt der Kreis über 26 Grund- und weiterführende Schulen.

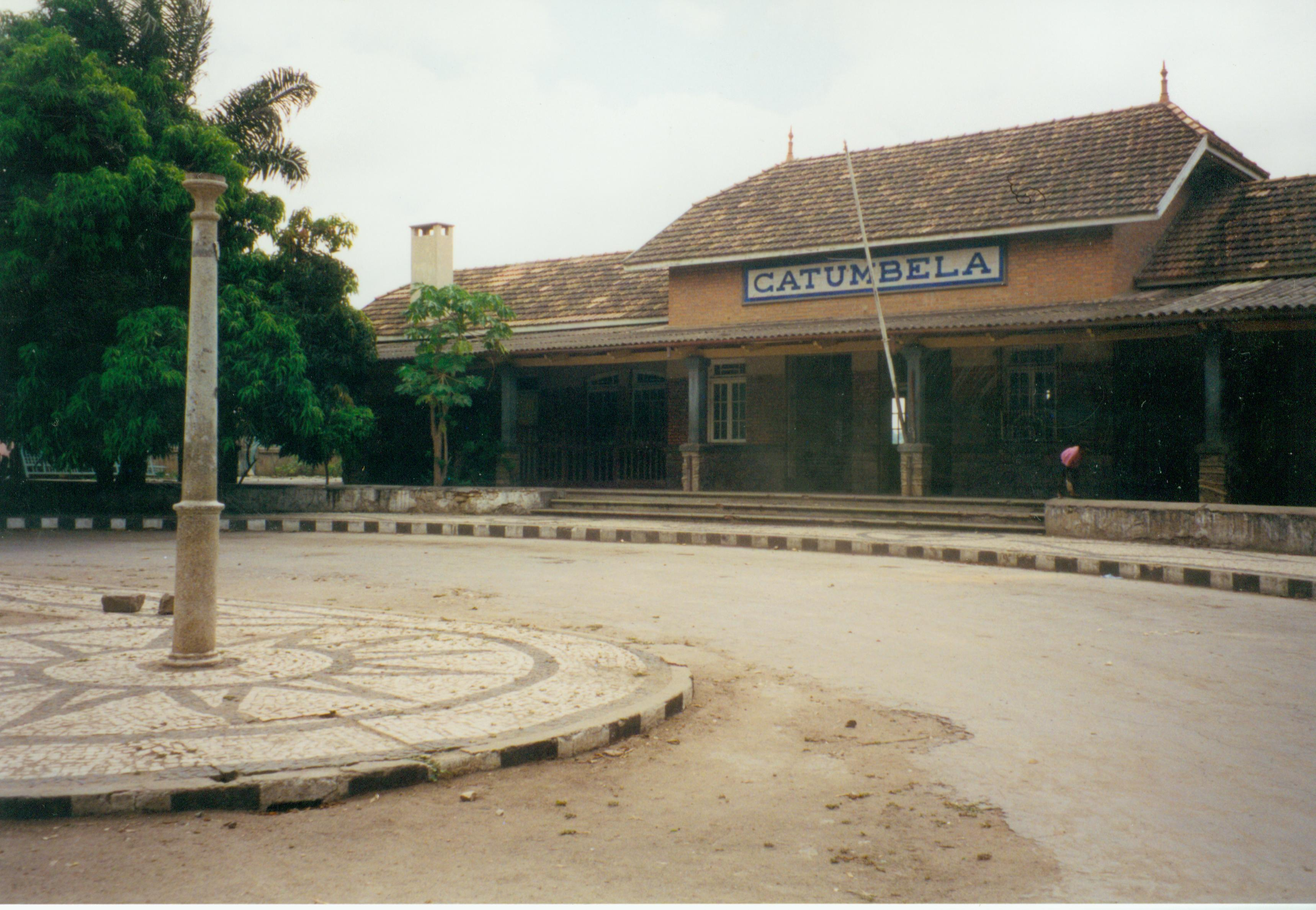
Der Bahnhof von Catumbela; in der Mitte des Vorplatzes ist Portugiesisches Pflaster zu sehen

## Verkehr
Catumbela liegt an der Eisenbahnstrecke der historischen Benguelabahn.
Seit dem 27. August 2012 besteht der internationale Flughafen Catumbela, der sich als Alternative zum Stadtflughafen Luanda anbietet und der von der Empresa Nacional de Aeroportos e Navegação Aérea (ENANA) betrieben wird. Die Start- und Landebahn ist 3.500 Meter lang. Er wurde von der brasilianischen Odebrecht für US$ 250 Millionen gebaut. Es werden 2,2 Mio. Passagiere jährlich erwartet. Geplant sind Flüge nach Namibia und Portugal.

## Söhne und Töchter der Stadt
- Joaquim Santana (1936–1989), portugiesischer Fußballspieler
- Julien Ponceau (* 2000), französisch-angolanischer Fußballspieler